# Laguna Quillelhue
Quillelhue es una laguna ubicada en la Región de la Araucanía en Chile y casi en la frontera con Argentina. De dimensiones reducidas, durante muchos años fue utilizada como vía lacustre para la unión del camino internacional entre ambos países. Un camino, actualmente pavimentado, reemplazó a la antigua lancha transbordadora. La laguna ofrece al visitante espectaculares paisajes, donde destaca la vista del volcán Lanín, que se ve imponente a pocos kilómetros.
Hasta hace unos años estaba protegida de los cazadores debido a que la Aduana de Puesco se encontraba a unos ocho kilómetros antes de la frontera de manera que no era muy fácil llegar al lugar. La aduana y todas sus instalaciones fueron movidas más allá de la laguna, junto a la frontera misma, por lo cual quedó casi completamente desprotegida, permaneciendo en ella solo funcionarios de CONAF (Corporación Nacional Forestal) en el punto donde estaba ubicada antiguamente la aduana.
La laguna cuenta con fauna y flora espectaculares que merecen ser protegidos, como los cisnes de cuello negro.